# فرودگاه شهری لیورمور
فرودگاه شهری لیورمور (به انگلیسی: Livermore Municipal Airport) یک فرودگاه همگانی با کد یاتا LVK است که یک باند فرود آسفالت دارد و طول باند آن ۱۶۰۱ متر است. این فرودگاه در کشور ایالات متحده آمریکا قرار دارد و در ارتفاع ۱۲۱٫۹ متری از سطح دریا واقع شده است.